# Septoria ficariae
Septoria ficariae är en svampart som beskrevs av Desm. 1841. Septoria ficariae ingår i släktet Septoria och familjen Mycosphaerellaceae.   Inga underarter finns listade i Catalogue of Life.